# Microbatrachella capensis
Genre
Synonymes
- Microbatrachus Hewitt, 1926

Espèce
Synonymes
- Phrynobatrachus capensis Boulenger, 1910

Statut de conservation UICN

 CR B2ab(ii,iii) : 
En danger critique
Microbatrachella capensis, unique représentant du genre Microbatrachella, est une espèce d'amphibiens de la famille des Pyxicephalidae.

## Répartition
Cette espèce est endémique du Sud-Ouest de la province de Cap-Occidental en Afrique du Sud. Elle se rencontre à très basse altitude,.

## Description
L'holotype de Microbatrachella capensis mesure 15 mm. Son dos est brun foncé tacheté de sombre et présente une ligne longitudinale claire sur ses flancs. Une barre noire, divisée par une fine ligne claire, relie ses deux yeux. Sa face ventrale est brune et est tachetée de blanc au niveau de son ventre.

## Étymologie
Son nom d'espèce, composé de cap[e] et du suffixe latin -ensis, « qui vit dans, qui habite », lui a été donné en référence au lieu de sa découverte, la colonie du Cap.

## Publications originales
- Boulenger, 1910 : A revised list of the South African reptiles and batrachians, with synoptic tables, special reference to the specimens in the South African Museum, and descriptions of new species. Annals of the South African Museum, vol. 5, p. 455-538 (texte intégral).
- Hewitt, 1926 : Descriptions of new and little-known lizards and batrachians from South Africa. Annals of the South African Museum, vol. 20, p. 413-431 (texte intégral).